# Trichadenotecnum castum
Trichadenotecnum castum är en insektsart som beskrevs av Betz 1983. Trichadenotecnum castum ingår i släktet Trichadenotecnum och familjen storstövsländor. Inga underarter finns listade i Catalogue of Life.